# Konziliarismus
Der Konziliarismus (auch konziliare Theorie oder konziliare Bewegung) besagt, dass die Entscheidungen der Konzilien unter bestimmten Voraussetzungen höchste Autorität beanspruchen können, der sich selbst ein Papst beugen müsse. Als Bedingung dafür galt, dass ein Konzil formal korrekt einberufen sein und die ganze Christenheit repräsentieren musste. 
Der Konziliarismus entstand im Spätmittelalter und war dem Problem des Großen Abendländischen Schismas geschuldet. Die Via concilii erwies sich als der einzige Weg, die geteilte Christenheit wieder unter einem Papst zu vereinen. Das Konzil von Konstanz legte zu diesem Zweck seine eigene Machtbefugnis im Dekret Haec sancta fest. Ein weiteres Dekret Frequens schrieb die regelmäßige Einberufung von Generalkonzilien in der Zukunft vor.
Innerhalb der katholischen Kirche wurde der Konziliarismus vom Konzil von Konstanz (1414–1418) und in seiner Nachfolge vom Konzil von Basel (1431–1449) vertreten, vom fünften Laterankonzil (1512–1517) jedoch wieder zugunsten des päpstlichen Primats abgelehnt. Bereits Pius II. hatte am 18. Januar 1460 die Bulle Execrabilis verfügt, die eine Appellation an ein allgemeines Konzil gegen den Papst mit der Strafe der Exkommunikation belegte. Damit hatte er dem Konziliarismus ein wichtiges Instrument aus der Hand genommen.
Wichtige Theologen des mittelalterlichen Konziliarismus waren Konrad von Gelnhausen, Heinrich von Langenstein und Jean Gerson. Entscheidenden Einfluss auf die konziliaristische Theorie hatten auch Johannes von Paris, Marsilius von Padua und Wilhelm von Ockham.